# Virus des taches en anneaux du tabac
Nepovirus nicotianae
Espèce
Synonymes
- Tobacco ringspot virus (ICTV, 1971)

Nepovirus nicotianae, dit le virus des taches en anneaux du tabac ou TRSV (Tobacco ringspot virus), est une espèce de phytovirus de la famille des Secoviridae. C'est l'espèce type du genre Nepovirus. Les Népovirus sont transmis entre les plantes par des nématodes, le varroa et des abeilles. 
Le TRSV se transmet facilement par inoculation de sève et la transmission par les graines a également été signalée.
Le TRSV a été observé pour la première fois dans des champs de tabac en Virginie et décrit en 1927.
Il est constitué d'une particule isométrique, avec un génome d'ARN bipartite. 
Ce virus à une vaste gamme de plantes-hôtes qui comprend de nombreuses plantes de grandes cultures, des espèces ornementales et des plantes sauvages. 
Son nom vient du symptôme le plus courant, qui montre des taches annulaires chlorotiques sur les feuilles des plantes infectées.
Dans certaines régions, ce virus a conduit les agriculteurs à cesser la production des cultures affectées.

## Morphologie
Les particules virales sont isométriques, d'environ 28 à 30 nm de diamètre, avec des contours anguleux, et comptent 60 sous-unités structurelles.
Le génome et composé d'ARN simple brin et comprend deux molécules essentielles, ARN-1 et ARN-2, de masses moléculaires respectives égales à 2.73 x 103 et 1.34 x 103 kDa,.

## Hôtes
La gamme de plantes-hôtes naturelle du TRSV est très vaste et comprend aussi bien des plantes herbacées que des plantes ligneuses. Certains hôtes sont des porteurs sains (sans symptômes) mais le virus cause des maladies significatives notamment chez le soja (Glycine max), le tabac (Nicotiana tabacum), les espèces du genre Vaccinium, en particulier la myrtille américaine (Vaccinium corymbosum), et chez les Cucurbitaceae,.
La gamme d'hôtes expérimentale est également très grande et comprend des espèces appartenant a plus de 17 familles de plantes dicotylédones et monocotylédones.
Le TRSV peut aussi, par l'intermédiaire du pollen contaminé, infecter les abeilles domestiques chez lesquelles il provoque une infection systémique affectant l'ensemble du corps de l'insecte.

## Modes de transmission
Comme tous les virus du genre Nepovirus, le TRSV est transmis principalement par des nématodes, dans ce cas de l'espèce Xiphinema americanum. Ce nématode acquiert le virus dans un délai de 24 h, et la transmission se fait aussi bien au stade adulte qu'au stade larvaire. Il peut transmettre le TRSV à de nombreuses espèces hôtes différentes, avec une efficacité élevée.
La transmission peut aussi se faire par l'intermédiaire d'insectes, notamment le thrips du tabac, Thrips tabaci (seulement au stade nymphe), le criquet différentiel (Melanoplus differentialis), l'altise du tabac, Epitrix hirtipennis (ces deux derniers aptes à transmettre la maladie au soja),  ainsi que par des acariens du genre Tetranychus. On a également signalé des pucerons comme possibles vecteurs du TRSV.
La transmission verticale, d'une génération à la suivante, se fait par les graines, et permet une diffusion du virus à longue distance. Ce mode de transmission a une efficacité variable selon les plantes-hôtes, qui atteint 100% chez le soja (Glycine max). 
La transmission par le pollen peut résulter de l'activité de butinage des abeilles, qui peuvent être elles-mêmes infectées par le virus TRSV ainsi que l'a montré une étude sino-américaine de 2014.